# БоА (певица)
 Тази статия е за музикалния изпълнител.  За семейството змии вижте Боидни.  
Куон Боа (на корейски: 권보아; на японски: クォン·ボア) е южнокорейска певица, танцьорка и актриса. БоА е известна като „кралицата на корейската музика“
БоА става известна като първия изпълнител след Втората световна война, който сваля бариерите между Япония и Южна Корея. Първият ѝ японски албум Listen to My Heart става първият корейски албум, който пробива в Япония и остава в класациите за 91 седмици продавайки около 1 милион копия.
Освен корейски, БоА говори японски, английски и мандарин и има песни записани на всичките езици. Боа е активна в САЩ и Япония. Тя и Аюми Хамасаки са единствените изпълнители, които има шест последователни албуми класирали се на първо място в японската класация „Орикон“.

## Кариера
БоА е открита случайно от Ес Ем Ентъртеймънт, докато нейния по-голям брат отива на прослушване за танцьор. Компанията и предлага да сключи договор и след две години обучение БоА дебютира с албума ID; Peace B. През 2002 г. БоА дебютира в Япония с албума Listen to My Heart, който е продаден над един милион пъти и става първата корейска певица, на която албума достига толкова високи продажби в Япония. През 2008 певицата дебютира в САЩ с албума BoA.

## Дискография

### Корейски албуми
- ID; Peace B 2000
- No. 1 2002
- Atlantis Princess 2003
- My Name 2004:
- Girls on Top 2005
- Hurricane Venus 2010
- Only One 2012
- Kiss My Lips 2015

### Японски албуми
- Listen to My Heart 2002
- Valenti 2003:
- Love & Honesty 2004
- Outgrow 2006
- Made in Twenty (20) 2007
- The Face 2008
- Identity 2010
- Who's Back? 2014

### Американски албуми
- BoA 2009

## Филмография

### Сериали и участия в шоута
| Година      | Филм                   | Роля                                              |
| ----------- | ---------------------- | ------------------------------------------------- |
| 2010        | Athena: Goddess of War | себе си (7 – 8 епизод)                            |
| 2011 – 2012 | K-pop Star Season 1    | себе си (съдия представляваща Ес Ем ентъртеймънт) |
| 2012        | Running Man            | себе си (88 – 89 епизод)                          |
| 2012        | Win Win                | себе си (116 – 117 епизод)                        |
| 2012        | Road For Hope          | себе си                                           |
| 2012 – 2013 | K-pop Star Season 2    | себе си (съдия представляваща Ес Ем ентъртеймънт) |
| 2013        | Thank You              | себе си (21 – 22 епизод)                          |
| 2013        | Waiting for Love       | Джу Йон-е                                         |
| 2013        | Infinite Challenge     | себе си                                           |
| 2014        | EXO 90:2014            | себе си                                           |

### Филми
| Година | Филм              | Роля                   |
| ------ | ----------------- | ---------------------- |
| 2006   | „През плета“      | озвучава Хедър-опосума |
| 2012   | I AM.             | себе си                |
| 2014   | Make Your Move 3D | Ая                     |
| 2014   | Venus Talk        | Сонг Бом-шик           |
| 2014   | Big Match         | Со-кьонг               |